# Клітарх
Клітарх (*Κλείταρχος, д/н —між 290 до н. е. та 283 до н. е.) — давньогрецький історик.

## Життя та творчість
Народився у м.Колофон (Мала Азія). Був сином історика Дінона. Про дату народження немає чітких відомостей. Навчався спочатку у Аристотеля Кіренського, а потім у Стілпона Мегарського. За деякими відомостями був у почті Олександра Македонського під час його походів, втім це малоймовірно. напівніше Клітарх користувався інформацію від Онесікріта, Каллісфена, спогади командирів середнього рангу у війську македонян, торгівців, послів (хто брав участь у походах Македонського).
Працювати над своєю працею «Історія Олександра» Клітарх розпочав у 323 році до н. е. У 308 році був запрошений до почту царя Птолемея I. З цього часу Клітарх мешкав та працював в Олександрії Єгипецькій. Завершив свою працю незадовго до смерті, яка настала приблизно між 290 та 283 роками до н. е.

## Вплив
Історичний доробок (з 12 книг) Клітарха використовувався наступними істориками, зокрема Діодором Сицилійським, Тімагеном, Квінтом Курцієм Руфом, Плутархом, Юстіном.